# 1992 في المملكة المتحدة
فيما يلي قوائم الأحداث التي وقعت خلال عام 1992 في المملكة المتحدة.

## سياسة

### تعيين في المنصب
- 1 يناير – مارغريت ثاتشر عضو مجلس اللوردات.
- 11 أبريل – ميخائيل هوارد Secretary of State for the Environment [الإنجليزية]‏.
- 18 يوليو – جون سميث زعيم معارضة، زعيم حزب العمال.
- 18 يوليو – روبن كوك وزير ظل الدولة لشؤون الأعمال والابتكار والمهارات [الإنجليزية]‏.
- 24 يوليو – جاك سترو وزير دولة - ظل -  لشؤون البيئة والغذاء والقروية [الإنجليزية]‏.
- 24 يوليو – جوردون براون وزير ظل الدولة الخزانة [الإنجليزية]‏.
- 28 يوليو – نيكولاس رايدلي عضو مجلس اللوردات.

### انتهاء فترة المنصب
- 11 أبريل – ميخائيل هوارد Secretary of State for Employment [الإنجليزية]‏.
- 18 يوليو – جاك سترو وزير ظل للتعليم [الإنجليزية]‏.
- 18 يوليو – روبن كوك وزير ظل الدولة لشؤون الصحة [الإنجليزية]‏.
- 18 يوليو – نيل كينوك زعيم معارضة، زعيم حزب العمال.
- 24 يوليو – جوردون براون وزير ظل الدولة لشؤون الأعمال والابتكار والمهارات [الإنجليزية]‏.
- 24 يوليو – جون سميث وزير ظل الدولة الخزانة [الإنجليزية]‏.

## رياضة
- 1 يناير – بطولة ويمبلدون 1992
- 12 يوليو – جائزة بريطانيا الكبرى 1992 الفائز نايجل مانسيل.

## أفلام
من الأفلام التي صدرت هذه السنة في المملكة المتحدة:
- 1 يناير – دروس الظلام من إخراج فرنر هرتزوغ.
- 1 يناير – غريزة أساسية من إخراج بول فيرهويفن.
- 1 يناير – مرتفعات ويذرنغ من إخراج Peter Kosminsky [الإنجليزية]‏.
- 1 يناير – نهاية هاورد من إخراج جيمس أيفوري.
- 16 يونيو – عودة الرجل الوطواط من إخراج تيم برتون.
- 2 سبتمبر – لعبة البكاء من إخراج نيل جوردن.
- 18 ديسمبر – تشابلن من إخراج ريتشارد أتينبورو.

## برامج ومسلسلات وأنمي
- بينغو

## كتب
من الكتب التي صدرت هذه السنة في المملكة المتحدة:
- 7 مايو – فاذرلاند من تأليف روبرت هاريس (كاتب).
- 1 نوفمبر – سارق الأبد من تأليف كليف باركر.

## مواليد

### يناير
- 1 يناير – جاك ويلشير لاعب كرة قدم إنجليزي.
- 5 يناير – سوكي واترهاوس
- 13 يناير – أدم ماثيوس لاعب كرة قدم بريطاني.
- 30 يناير – توم آينس لاعب كرة قدم إنجليزي.

### فبراير
- 7 فبراير – أحمد بنعلي لاعب كرة قدم ليبي.
- 7 فبراير – خوسيه باكستر لاعب كرة قدم إنجليزي.
- 8 فبراير – كارل جينكنسون لاعب كرة قدم إنجليزي.
- 13 فبراير – دانيال بورتمان
- 14 فبراير – سكوت سميث لاعب كرة قدم من المملكة المتحدة.
- 14 فبراير – فريدي هايمور ممثل إنجليزي.
- 21 فبراير – فيل جونز لاعب كرة قدم إنجليزي.
- 27 فبراير – جونجو شيلفي لاعب كرة قدم إنجليزي.
- 27 فبراير – كالوم ويلسون لاعب كرة قدم إنجليزي.

### مارس
- 13 مارس – جورج ماكاي ممثل إنجليزي.
- 13 مارس – كايا سكوديلاريو
- 16 مارس – مايكل بيرهام مستكشف من المملكة المتحدة.
- 17 مارس – إيليزا بينيت
- 17 مارس – جون بويغا
- 23 مارس – لويس بيرتون لاعب كرة مضرب بريطاني.

### أبريل
- 10 أبريل – ديزي ريدلي ممثلة بريطانية.
- 15 أبريل – ناثانيل مينديز لاينغ لاعب كرة قدم إنجليزي.
- 21 أبريل – مارك كولين لاعب كرة قدم إنجليزي.
- 24 أبريل – لورا تروت

### مايو
- 1 مايو – سامي أميوبي لاعب كرة قدم.
- 14 مايو – لويس مولت لاعب كرة قدم إنجليزي.
- 18 مايو – كونر واشينغتن لاعب كرة قدم إنجليزي.
- 19 مايو – اليانور توملينسون
- 19 مايو – سام سميث مغني وكاتب موسيقي بريطاني.
- 28 مايو – توم كارول لاعب كرة قدم إنجليزي.
- 29 مايو – جريج سولكن

### يونيو
- 10 يونيو – لي لوكاس لاعب كرة قدم من المملكة المتحدة.
- 11 يونيو – أوجين سيمون ممثل إنجليزي.
- 17 يونيو – ريان ألسوب لاعب كرة قدم إنجليزي.
- 26 يونيو – جيمس غراي لاعب كرة قدم بريطاني.
- 26 يونيو – غاري غاردنر لاعب كرة قدم إنجليزي.

### يوليو
- 19 يوليو – مايكل هكتور لاعب كرة قدم إنجليزي.
- 23 يوليو – داني إنغز لاعب كرة قدم إنجليزي.

### أغسطس
- 2 أغسطس – شارلي إكس سي إكس
- 6 أغسطس – تارا مور لاعبة كرة مضرب بريطانية.
- 7 أغسطس – آدم ييتس دراج بريطاني.
- 7 أغسطس – سيمون ييتس دراج بريطاني.
- 12 أغسطس – جمال باجندوح لاعب كرة قدم سعودي.
- 12 أغسطس – كارا ديليفين
- 12 أغسطس – كونور مكاليني لاعب كرة قدم بريطاني.
- 14 أغسطس – جايكوب بليث لاعب كرة قدم إنجليزي.
- 17 أغسطس – بايج مصارع إنجليزي محترف.
- 18 أغسطس – ايمي ويلرتون

### سبتمبر
- 2 سبتمبر – دانيال بواتينغ لاعب كرة قدم إنجليزي.
- 9 سبتمبر – زكي فرايرس لاعب كرة قدم إنجليزي.
- 23 سبتمبر – جد ستير لاعب كرة قدم إنجليزي.
- 28 سبتمبر – آدم تومسون لاعب كرة قدم من المملكة المتحدة.
- 30 سبتمبر – سايروس كريستي لاعب كرة قدم بريطاني.

### أكتوبر
- 10 أكتوبر – غابرييل أبلين
- 14 أكتوبر – جوردن باتريك لاعب كرة قدم إنجليزي.

### نوفمبر
- 9 نوفمبر – أشلي بالمر لاعب كرة قدم إنجليزي.
- 29 نوفمبر – بن نوجون لاعب كرة قدم من المملكة المتحدة.

### ديسمبر
- 3 ديسمبر – جوزيف مكمانرس مغني وممثل إنجليزي.
- 15 ديسمبر – جيسي لينغارد لاعب كرة قدم إنجليزي.
- 26 ديسمبر – جايد ثيروال مغنية بريطانية.

## وفيات

### يناير
- 18 يناير – كرومي مكاندلس (مواليد 1921) متسابق دراجات نارية أيرلندي.

### فبراير
- 4 فبراير – ألان ديفيز (مواليد 1961) لاعب كرة قدم ويلزي.
- 16 فبراير – أنجيلا كارتر (مواليد 1940) روائية إنجليزية.

### مارس
- 5 مارس – بيتر هادلاند ديفس (مواليد 1918) عالم نبات بريطاني.
- 30 مارس – ويني شو (مواليد 1947) لاعبة كرة مضرب بريطانية.

### أبريل
- 10 أبريل – بيتر ميتشل (مواليد 1920)
- 20 أبريل – بيني هيل (مواليد 1924)

### يونيو
- 19 يونيو – كاثلين مكين جودفري (مواليد 1896)
- 22 يونيو – ريج هاريس (مواليد 1920) درّاج مضمار من المملكة المتحدة.
- 25 يونيو – جيمس ستيرلنغ (مواليد 1926)

### يوليو
- 1 يوليو – جاك هود (مواليد 1902)

### أغسطس
- 15 أغسطس – سيريل ستانلي سميث (مواليد 1903)

### أكتوبر
- 1 أكتوبر – غافن سميث (مواليد 1915) لاعب كرة قدم اسكتلندي.
- 6 أكتوبر – دنهولم إليوت (مواليد 1922)
- 14 أكتوبر – وليام وادل (مواليد 1921) لاعب كرة قدم اسكتلندي.

### ديسمبر
- 26 ديسمبر – جاك كرايستون (مواليد 1910) لاعب ومدرب كرة قدم إنجليزي.
- 28 ديسمبر – دوغ رايت (مواليد 1917) لاعب كرة قدم إنجليزي.